# Nowotwory nerki

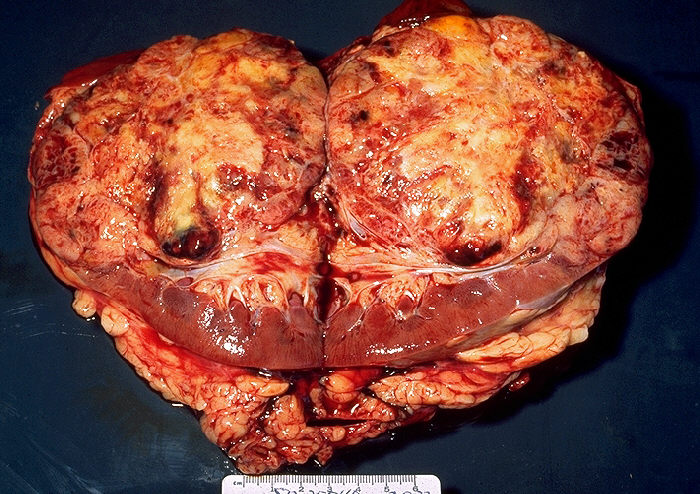
Rak nerki

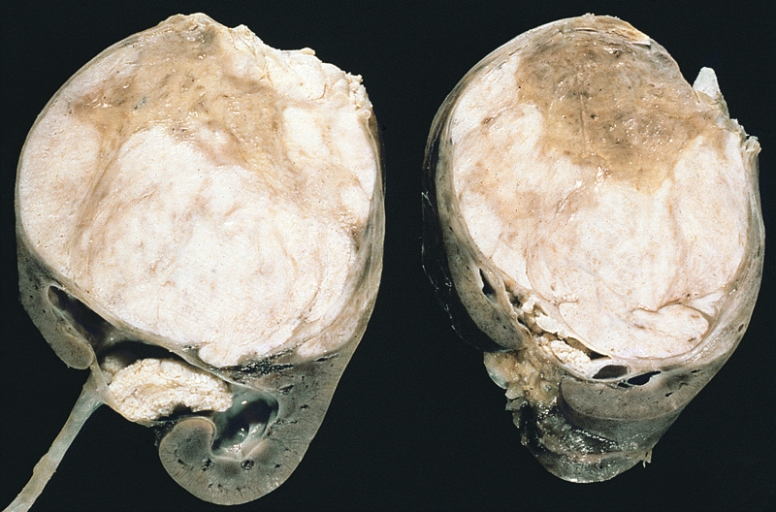
Guz Wilmsa

Nowotwory nerki – są to pierwotne lub przerzutowe choroby nowotworowe dotyczące nerki.

## Nowotwory łagodne
Nowotwory łagodne spotykane w nerce to (według malejącej częstości występowania):
- Onkocytoma nerki (oncocytoma renis)
- Naczyniakomięśniakotłuszczak nerki (angiomyolipoma renis)
- Gruczolak nerki (adenoma papillare renis)
- Guz z aparatu przykłębuszkowego (tumor juxtaglomerularis)
- Włókniak rdzenia nerki (fibroma medullae renis)
- Tłuszczak nerki (lipoma renis)
- Nerwiak nerki (neurinoma renis)

## Nowotwory złośliwe
Najczęściej spotykane nowotwory złośliwe nerek:
- Rak nerki (carcinoma renis)[1]
  - rak jasnokomórkowy (łac. carcinoma clarocellulare)
  - rak brodawkowaty (łac. carcinoma papillare)
  - rak chromofobowy (łac. carcinoma chromophobicum)
  - rak z cewek (kanalików) zbiorczych (ang. collecting duct carcinoma)
  - rak sarkomatoidalny nerki (łac. carcinoma sarcomatoides)
  - niesklasyfikowany rak nerkowokomórkowy
  - pozostałe postacie.
- Guz Wilmsa (tumor Wilmsi, nephroblastoma)
- Rak miedniczki nerkowej (carcinoma pelvis renalis)
- Chłoniak nerki (lymphoma malignum renis)
- Nerczak mezoblastyczny (nephroma mesoblasticum)
- Mięsak jasnokomórkowy nerki (sarcoma clarocellulare renis)
- Złośliwy guz rabdoidalny (tumor malignus rhabdoides).

## Nowotwory przerzutowe
Przerzuty w nerkach spotykane są rzadko. Nowotworami dającymi najczęściej przerzuty do nerki są:
- rak płuca
- rak sutka
- rak żołądka
- przerzuty z raka nerki zlokalizowanego po przeciwnej stronie